# Pol Granch
Pablo Grandjean Sáez , más conocido como  Pol Granch (Madrid, 4 de abril de 1998), es un cantante y actor español-francés.

## Biografía
Pol Granch, nacido como Pablo Grandjean Sáez, nació el 4 de abril de 1998 en Madrid y es hijo de padre francés y madre española. Comenzó a tocar la guitarra a los 13 años y realizaba versiones de canciones en su perfil de Instagram, gracias a lo cual la productora de Factor X España le contactó para que se presentase al casting del programa. Además, realizó un pequeño curso de interpretación en la escuela de Cristina Rota.

## Carrera musical

### Primeros años:Factor Xy «Tengo que calmarme»
Saltó a la fama en 2018 cuando se presentó al concurso Factor X España, convirtiéndose desde el casting en uno de los participantes revelación. A lo largo del talent, defendió su permanencia en el equipo de Laura Pausini con canciones como «El sitio de mi recreo» de Antonio Vega, «Pausa» de Izal o «La quiero a morir» de Francis Cabrel.
En 2019 lanzó su primer sencillo en solitario, «Late», del cual también realizó su primer videoclip. En ese momento, empezó a combinar su carrera musical con trabajos de composición y grabación en el estudio. El 26 de abril de 2019 lanzó su primer EP al mercado musical con el título de «Pol Granch». En agosto de 2019 publicó el primer sencillo de su futuro álbum «Tengo que calmarme», con el título de «Te quiodio», que habla sobre la bipolaridad de las relaciones, mezclando el odio y el amor. El segundo sencillo «M conformo», fue publicado el 4 de diciembre de 2019. En febrero de 2020 lanzó «En llamas», con la participación Natalia Lacunza, siendo el tercer sencillo del álbum, que alcanzó el puesto 91 en España. Un mes más tarde, anunció el lanzamiento del cuarto single «Millonario». En mayo, lanzó el sencillo principal del disco «Tengo que calmarme». Días antes de la publicación del álbum, sacó el último sencillo titulado «Chocolatito», publicado el 24 de junio de 2020. El 26 de junio fue el lanzamiento oficial de su álbum debut «Tengo que calmarme», que se mantuvo durante más de veinte semanas en las listas de éxitos de España y debutó en la duodécima posición.

### Éxito en la música: «Tiroteo»
En 2021 publicó la canción «Tiroteo», junto a Marc Seguí, que obtuvo gran éxito. Poco tiempo después publicaron la canción como remix en colaboración con Rauw Alejandro, con el que obtuvieron cuatro discos de Platino en certificación de ventas discográficas, además de mantenerse en las listas de éxito españolas durante varias semanas. Ese mismo año, también lanzó los temas «No pegamos» y «Lüky Charm». Posteriormente, en septiembre, publicó el sencillo «De colegio». El 28 de octubre de 2022 Pol público su nuevo disco llamada "Amor escupido"

## Carrera interpretativa
En julio de 2020 se anunció su salto a la interpretación como un personaje protagonista para la cuarta temporada de Élite de Netflix, donde interpreta a Phillipe Florian, uno de los nuevos alumnos del colegio. La temporada se estrenó en junio de 2021 en la plataforma. Con el estreno de la serie se confirmó su permanencia en la quinta temporada de la serie.

## Polémicas
Siendo adolescente, publicó en Twitter diversos mensajes vinculados a temáticas franquistas y falangistas, así como machistas y homófobos. Más adelante, se consideró apolítico, en una entrevista en Los 40 Music Awards y pidió disculpas por comentarios y opiniones hechas cuando fue adolescente. Ha tenido varias acusaciones en el mundo de la música, una de las más destacadas fue en julio de 2021, donde la rapera Sara Socas le acusó de misoginia y de haberla maltratado en una gala de Los40 de 2019.

## Filmografía
| Año       | Título                                           | Rol                      | Notas                                              | Ref    |
| --------- | ------------------------------------------------ | ------------------------ | -------------------------------------------------- | ------ |
| 2018      | Factor X                                         | Él mismo                 | Concursante - Ganador                              | [ 28 ] |
| 2021−2022 | Élite                                            | Philippe Von Triesenberg | Elenco principal 16 episodios, serie de TV Netflix | [ 29 ] |
| 2021      | Élite historias breves: Phillipe, Caye, & Felipe | Philippe Von Triesenberg | Elenco principal; 3 episodios                      | [ 30 ] |
| 2023      | Acoustic Home                                    | Él mismo                 | Invitado, serie documental                         | [ 31 ] |
| 2024      | Disco, Ibiza, Locomía                            | Jaume                    | Elenco principal, película de TV Netflix           | [ 32 ] |

## Discografía

### Álbumes de estudio
| Título             | Detalles | Posición máxima |
| ------------------ | --- | --------------- |
| Tengo que calmarme | - Lanzamiento: 26 de junio de 2020 - Sello: Sony Music Entertainment España - Formatos: CD, descarga digital, streaming          | 12              |
| Amor Escupido      | - Lanzamiento: 28 de octubre de 2022 - Discográfica: Sony Music Entertainment España - Formatos: CD, descarga digital, streaming | —               |

### EPs
| Título     | Detalles | Posición máxima |
| ---------- | --- | --------------- |
| Pol Granch | - Lanzamiento: 26 de abril de 2019 - Discográfica: Sony Music Entertainment España - Formatos: descarga digital, streaming | 85              |

### Sencillos

#### Como artista Principal
| "Late"                                                                      | 2019 | —  | —  | —  | —  |                                                  | Pol Granch         |
| "Perdón por las horas"                                                      | 2019 | —  | —  | —  | —  |                                                  | Pol Granch         |
| "Desastre"                                                                  | 2019 | —  | —  | —  | —  |                                                  | Pol Granch         |
| "Te Quiodio"                                                                | 2019 | —  | —  | —  | —  |                                                  | Tengo que calmarme |
| "M conformo"                                                                | 2019 | —  | —  | —  | —  |                                                  | Tengo que calmarme |
| "En llamas" (con Natalia Lacunza)                                           | 2020 | 91 | —  | —  | —  |                                                  | Tengo que calmarme |
| "Millonario"                                                                | 2020 | —  | —  | —  | —  |                                                  | Tengo que calmarme |
| "Tengo que calmarme"                                                        | 2020 | —  | —  | —  | —  |                                                  | Tengo que calmarme |
| "Chocolatito"                                                               | 2020 | —  | —  | —  | —  |                                                  | Tengo que calmarme |
| "Tiroteo" (con Marc Seguí)                                                  | 2021 | 5  | —  | —  | —  | - PROMUSICAE: Oro                                | Thermo Mix         |
| "No pegamos"                                                                | 2021 | 22 | —  | —  | —  |                                                  | Amor Escupido      |
| "Tiroteo (Remix)" (con Marc Seguí & Rauw Alejandro)                         | 2021 | 4  | 12 | 39 | 1  | - PROMUSICAE: 5x Platino - RIAA: Platino (Latin) | Sin álbum          |
| "Lüky Charm"                                                                | 2021 | —  | —  | —  | 82 |                                                  | Amor Escupido      |
| "De Colegio"                                                                | 2022 | —  | —  | —  | —  |                                                  | Amor Escupido      |
| "Kriño"                                                                     | 2022 | —  | —  | —  | —  |                                                  | Amor Escupido      |
| "No Te Bastó, Mi Corazón"                                                   | 2022 | —  | —  | —  | —  |                                                  | Amor Escupido      |
| "solo x ti"                                                                 | 2022 | —  | —  | —  | —  |                                                  | Amor Escupido      |
| "Platicamos" (con Leon Leiden)                                              | 2022 | —  | —  | —  | —  |                                                  | Amor Escupido      |
| "Nena"                                                                      | 2022 | —  | —  | —  | —  |                                                  | Amor Escupido      |
| "Que Todo Sea Probar"                                                       | 2022 | —  | —  | —  | —  |                                                  | Amor Escupido      |
| "Cuando Salto Me Duele"                                                     | 2023 | —  | —  | —  | —  |                                                  | TBA                |
| "Tiroteao"                                                                  | 2023 | —  | —  | —  | —  |                                                  | TBA                |
| "—" denota que el sencillo no se lanzó o no se posicionó en ese territorio. |      |    |    |    |    |                                                  |                    |

### Como artista Invitado
| Título                                                    | Año  | Álbum     |
| --------------------------------------------------------- | ---- | --------- |
| "Cuando me mirabas" (Soge Culebra con Walls & Pol Granch) | 2020 | Sin álbum |
| "Colores" (Paris Boy con Pol Granch)                      | 2022 | Sin álbum |
| "Guerra Fria" (Matt Hunter, Yorghaki con Pol Granch)      | 2022 | Sin álbum |